# Euxoa triumregium
Euxoa triumregium là một loài bướm đêm trong họ Noctuidae.